# Klageantrag
Der Klageantrag ist ein wesentliches Erfordernis in zivil- und verwaltungsgerichtlichen Verfahren. Er ist zentraler Teil der Klageschrift, der in § 253 Abs. 2  Nr. 2 ZPO („...sowie einen bestimmten Antrag.“) normiert ist. Eine entsprechende verwaltungsrechtliche Vorschrift findet sich in § 82 Abs. 1 Verwaltungsgerichtsordnung (VwGO). 
Im Klageantrag muss der Kläger angeben, welchen Rechtsschutz er vom Gericht verlangt, etwa den Beklagten zur Zahlung einer bestimmten Summe oder Herausgabe einer bestimmten Sache zu verurteilen oder – in öffentlich-rechtlichen Streitigkeiten – einen bestimmten Verwaltungsakt aufzuheben bzw. den Prozessgegner zum Erlass aufzufordern (§ 42 Abs. 1 VwGO). Das vom Kläger im Rahmen des Klageantrags Verlangte wird als Klagebegehren bzw. Rechtsschutzbegehren bezeichnet. 
Indem der Antrag die Rechtsfolge, die der Kläger beansprucht, kennzeichnet, bestimmt er zudem den Streitgegenstand.

## Inhalt und Einzelheiten

### Zivilgerichtsbarkeit
Um erkennen zu können, worauf sich das Rechtsschutzbedürfnis des Klägers bezieht, muss der Klageantrag hinreichend bestimmt sein und erkennen lassen, ob es sich um eine Leistungs-, Feststellungs- oder Gestaltungsklage handelt, was im Zweifel durch Auslegung zu ermitteln ist. 
Von diesem Grundsatz bilden die Stufenklage nach § 254 ZPO und bestimmte Leistungsbegehren eine Ausnahme, bei denen die Leistung durch ein Gestaltungsurteil festzusetzen ist, etwa in den Fällen des § 2048 S. 3 und des § 2156 S. 2 BGB. Die Stufenklage als objektive Klagehäufung ermöglicht einen zunächst unbestimmten Antrag.
Grundsätzlich sind Zahlungsklagen eindeutig zu beziffern (etwa: „Der Beklagte wird verurteilt, an den Kläger 550 EUR zu zahlen...“), während etwa für Unterhaltsansprüche oder wenn es dem Kläger nicht zuzumuten ist, die Höhe seines Anspruchs zu ermitteln, ein unbezifferter Zahlungsantrag zulässig ist. Dies kann etwa der Fall sein, wenn das Gericht den Betrag rechtsgestaltend zu bestimmen hat.
Die Klage ist nur zulässig, wenn der Kläger dem Gericht den anspruchsbegründenden Sachverhalt so darlegt, dass es die Größenordnung des geltend gemachten Anspruchs bestimmen kann.
Werden zwei inhaltlich (also nicht nur der Form nach) verschiedene Anträge gestellt, folgen daraus auch zwei prozessuale Ansprüche, da zwei Behauptungen aufgestellt und Entscheidungen verlangt werden, während es sich lediglich um einen Anspruch und somit Streitgegenstand handelt, wenn der Antrag im Rahmen der Anspruchskonkurrenz auf mehrere Anspruchsgrundlagen gestützt wird.

### Verwaltungsgerichtsbarkeit
Gegenüber dem Verwaltungsgericht muss der Kläger in seinem Antrag die behauptete Rechtsverletzung (durch den Verwaltungsakt bzw. seine Ablehnung) im Antrag darlegen. Während die Verletzung der Soll-Anforderungen nach § 82 Abs. 1 S. 1 VwGO eine Klage nicht unzulässig macht, schließt das Fehlen eines bestimmten Klageantrages nach Satz 2 die Zulässigkeit aus, da das Gericht in diesem Fall keine Sachentscheidung treffen kann. 
Der bestimmte Antrag muss spätestens am letzten Tag der mündlichen Verhandlung vorliegen und kann auch noch nach Ablauf der Klagefrist eingereicht werden.